# 20 martie
ianuarie • februarie • martie  • aprilie  • mai  • iunie  • iulie  • august  • septembrie  • octombrie  • noiembrie  • decembrie
20 martie este a 79-a zi a calendarului gregorian și ziua a 80-a în anii bisecți. Mai sunt 286 de zile până la sfârșitul anului.

## Evenimente
| Imagine indisponibilă                                                                                             |  | Imagine indisponibilă |
| 1781: Pierre Méchain este primul care a observat galaxiile Messier 95 (stânga) și Messier 96 în constelația Leul. |  |                       |

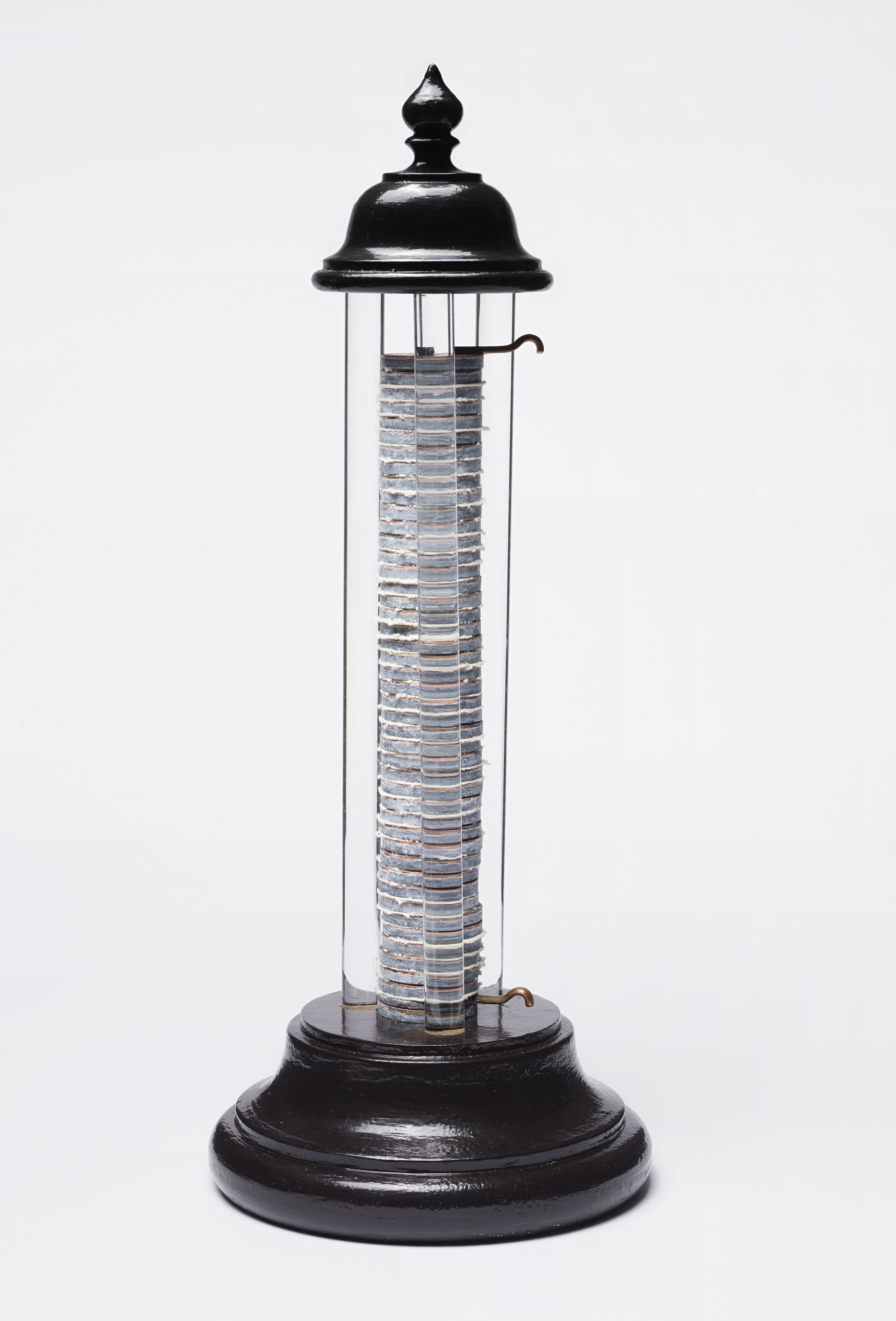
1800: O reproducere a pile voltaice

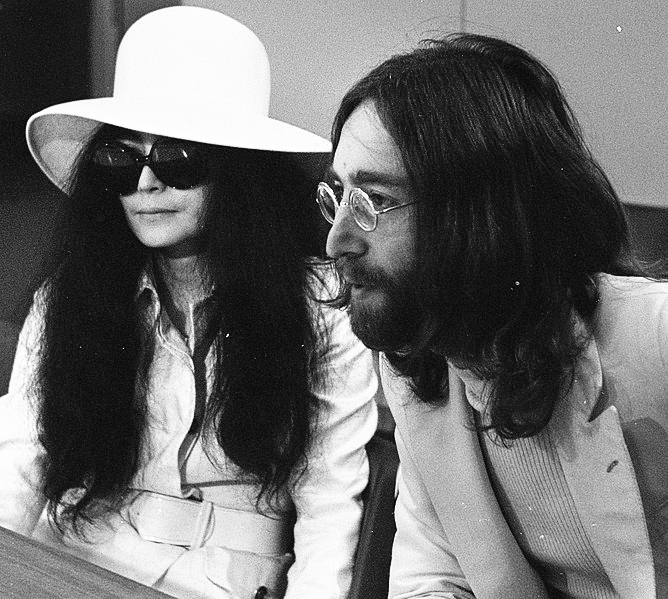
1969: John Lennon și Yoko Ono s-au căsătorit la The Rock Hotel în Gibraltar.

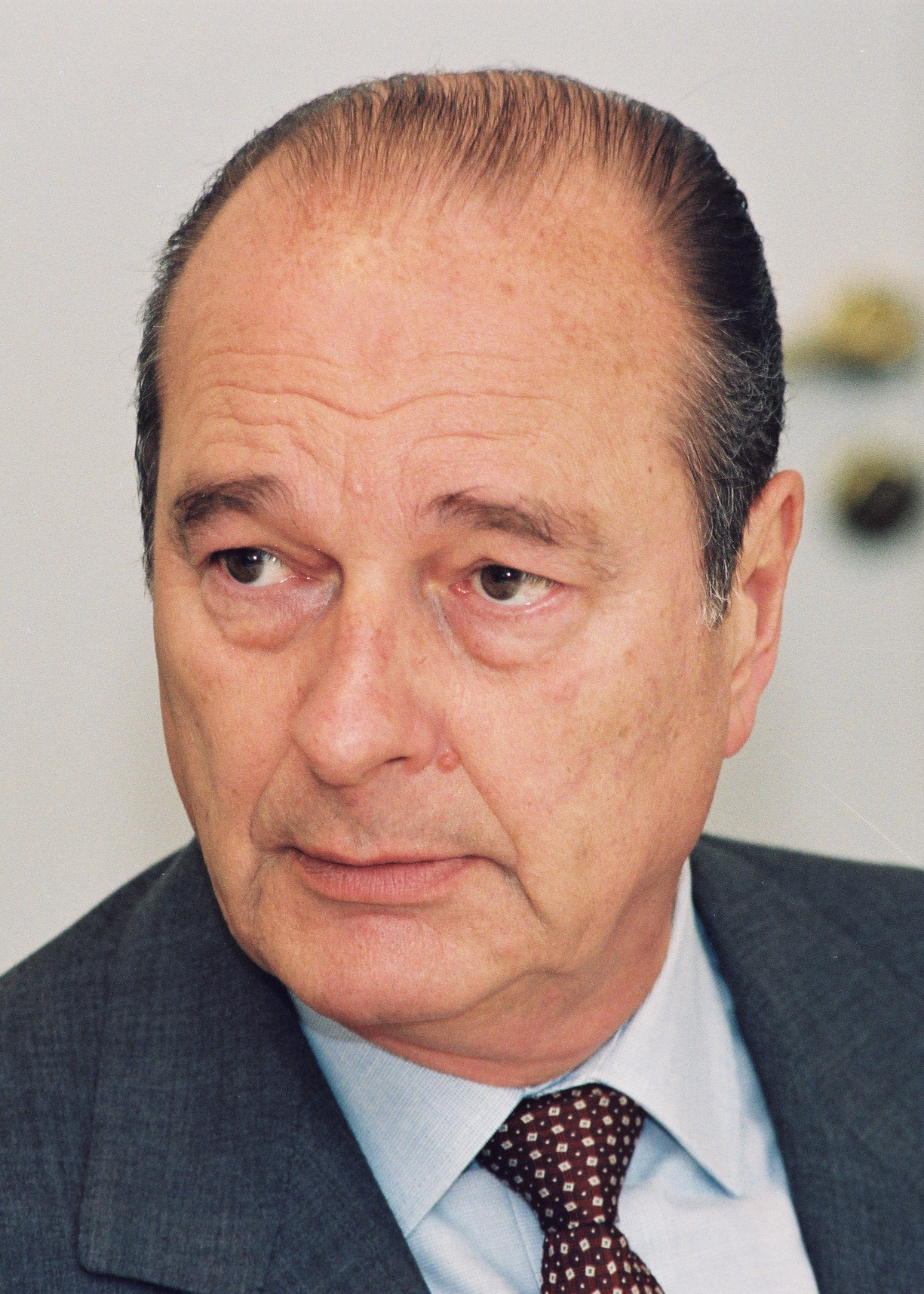
1986: Jacques Chirac devine prim-ministru al Franței.

- 0235: Maximin Tracul este proclamat împărat. Este primul străin care deține tronul roman.
- 1413: Henric al V-lea devine regele Regatului Unit.
- 1476: Scrisoarea de mulțumire trimisă de papa Sixt al IV-lea către Ștefan cel Mare, domnul Moldovei, în urma Bătăliei de la Vaslui.
- 1781: Pierre Méchain este primul care a observat galaxiile Messier 95 și Messier 96 în constelația Leul.
- 1786: Regele Gustav al III-lea fondează Academiile Svenska din Stockholm pentru a promova limba și literatura suedeză, după modelul Académie française.
- 1800: Alessandro Volta a scris Societății Regale din Londra despre o sursă de energie pe care a inventat-o, al cărei principiu a devenit cunoscut sub numele de pilă voltaică.[1]
- 1815: Napoleon I intră în Paris, după ce evadează de pe insula Elba, cu o armată de 140.000 și în jur de 200.000 de voluntari, începând cele „100 de zile".
- 1848: Revoluția de la 1848 în Germania: Regele Ludwig I al Bavariei abdică.
- 1852: Romanul Coliba unchiului Tom, scris de prozatoarea americană, Harriet Beecher Stowe, a văzut pentru prima dată lumina tiparului.
- 1861: Un cutremur distruge complet Mendoza, oraș în vestul Argentinei.
- 1871: A avut loc ședința de constituire a Societății Academice Literare „România Jună" din Viena.
- 1899: George Bacovia debutează în revista "Literatorul" din București cu poezia "Și toate", sub semnătura V. George.
- 1916: Albert Einstein publică articolul „Bazele teoriei generale a relativității”, în revista Annalen der Physik.
- 1956: Tunisia își câștigă independența față de Franța.
- 1958: La TVR se difuzează prima emisiune informativă de știri, care se va numi „Jurnalul Televiziunii”, ulterior redenumită „Telejurnal” (din 1966) concepută ca o producție de sine stătătoare. Până la acea dată TVR transmitea știri, dar nu ca o emisiune în sine.
- 1962: România și Algeria stabilesc relații diplomatice la nivel de ambasadă.
- 1965: România a devenit membră a Organizației Interguvernamentale Consultative pentru Navigație Maritimă.
- 1966: Trofeul Cupei Mondiale la Fotbal este furat din Central Hall, Londra.
- 1986: Jacques Chirac devine prim-ministru al Franței.
- 1990: Namibia a devenit republică independentă.
- 1990: La Târgu Mureș au avut loc conflicte de stradă între grupuri de naționaliști maghiari și români, aplanate doar după intervenția armatei. Desfășurarea evenimentelor a condus la suspiciuni privind implicarea serviciilor secrete în declanșarea conflictului.
- 1995: A avut loc atentatul terorist din metroul din Tokio, organizat de secta Aum, soldat cu 12 morți și 5.500 de răniți. A fost primul atentat terorist cu armă chimică înregistrat în lume.
- 1996: Începe scandalul „vacii nebune", odată cu anunțul că bovinele atinse de ESB pot transmite omului maladia Kreutzfeldt-Jakob.
- 1998: Este înființat Batalionul Mixt Româno-Ungar de Menținere a Păcii, cu unități la Arad și Hódmezővásárhely.
- 1999: Cei circa 1.400 de observatori ai OSCE sunt evacuați din provincia sârbă, în Macedonia. Forțele de securitate sârbe și armata iugoslavă își multiplică acțiunile împotriva UCK, la Drenica.
- 2000: A fost inaugurat la Spitalul Clinic Fundeni primul centru de transplant medular din România, după 32 de ani de la realizarea primului transplant de măduvă din lume.
- 2000: Papa Ioan Paul al II-lea întreprinde o vizită în Israel cu un mesaj de căință din partea Bisericii Catolice pentru evrei și de recunoaștere a dreptului la un stat propriu pentru palestinieni.
- 2003: Invazia Irakului din 2003: La primele ore ale dimineții, Statele Unite și alte trei țări încep operațiunile militare în Irak.
- 2006: Înalta Curte de Casație și Justiție menține sentința pronunțată în Dosarul Revoluției de la Cluj, prin care au fost condamnați fostul prim-secretar Ioachim Moga (8 ani de închisoare), generalul Iulian Topliceanu (10 ani de închisoare) și alți trei ofițeri (cu pedepse între 9 și 15 ani de închisoare).

## Nașteri
- 0043 î.Hr.: Ovidiu, poet latin (d. 17)
- 1635: Elisabeta Amalia de Hesse-Darmstadt, soția Prințului-elector Philip Wilhelm (d. 1709)
- 1671: Christine Louise de Oettingen-Oettingen, bunica maternă a împărătesei Maria Tereza a Austriei (d. 1747)
- 1678: Antoni Viladomat, pictor spaniol (d. 1755)
- 1725: Abdul-Hamid I, sultan otoman (d. 1789)
- 1770: Johann Friedrich Hölderlin poet, prozator, dramaturg german (d. 1843)
- 1811: Napoleon al II-lea al Franței, fiul împăratului Napoleon I al Franței (d. 1832)
- 1820: Alexandru Ioan Cuza, primul domnitor al Principatelor Unite și al statului național România (d. 1873)

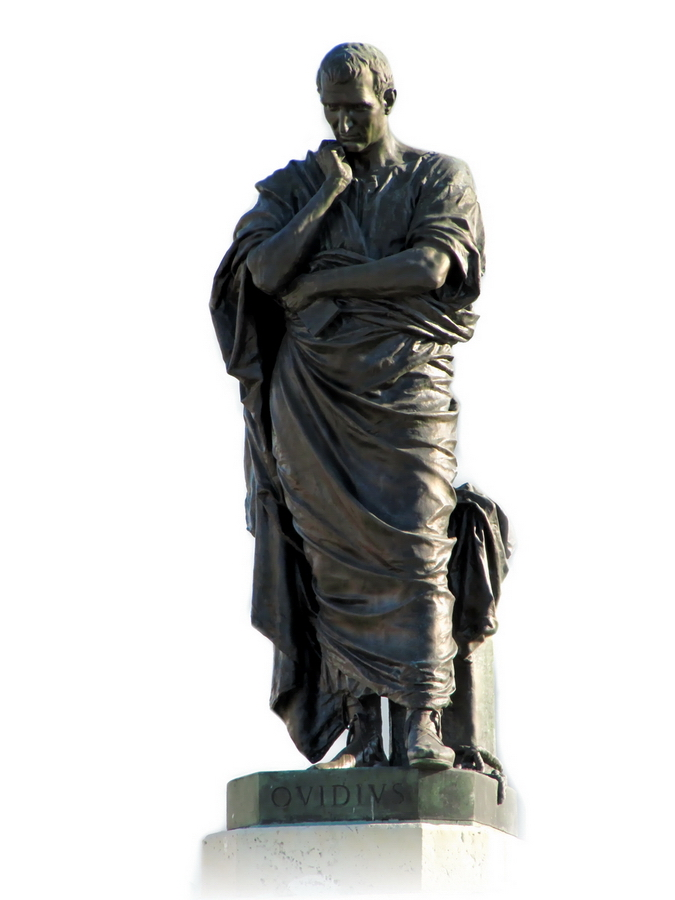
Ovidiu, poet latin
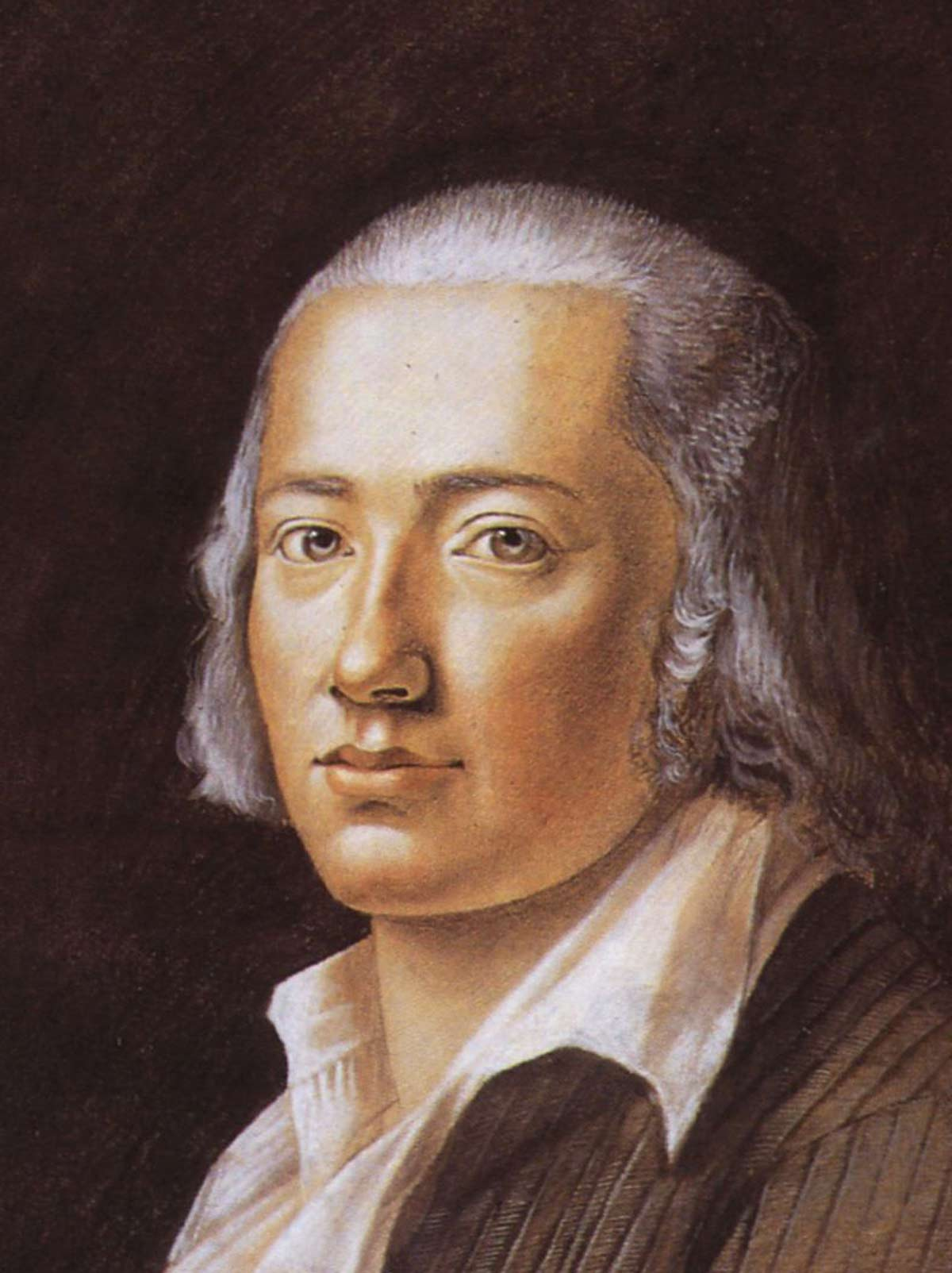
Johann Friedrich Hölderlin poet, prozator, dramaturg german
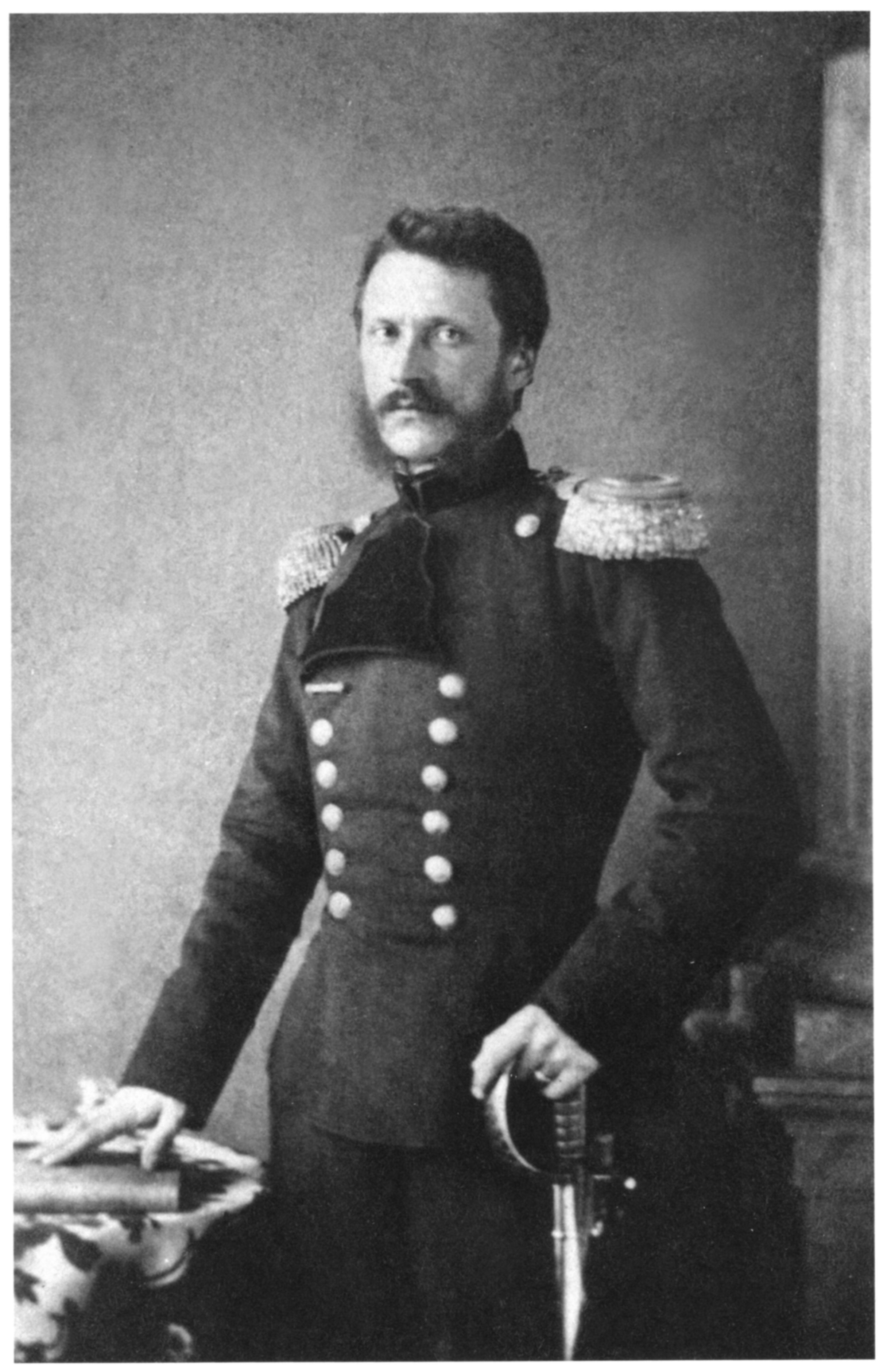
Alexandru Ioan Cuza, primul domnitor al Principatelor Unite

- 1828: Prințul Friedrich Karl al Prusiei (d. 1885)
- 1828: Henrik Ibsen, dramaturg norvegian (d. 1906)
- 1831: Theodor Aman, pictor român, membru al Academiei Române (d. 1891)
- 1847: Gavril Musicescu, compozitor și muzicolog român (d. 1903)
- 1871: Mogens Ballin, pictor danez (d. 1914)
- 1873: Constantin Banu, politician român (d. 1940)
- 1885: René Benjamin, scriitor francez, câștigător al Premiului Goncourt în 1915 (d. 1948)
- 1886: George Topîrceanu, poet, prozator, memorialist, publicist și traducător român (d. 1937)
- 1889: Prințul Waldemar al Prusiei (d. 1945)
- 1901: Ștefan Pașca, lingvist și filolog român (d. 1957)

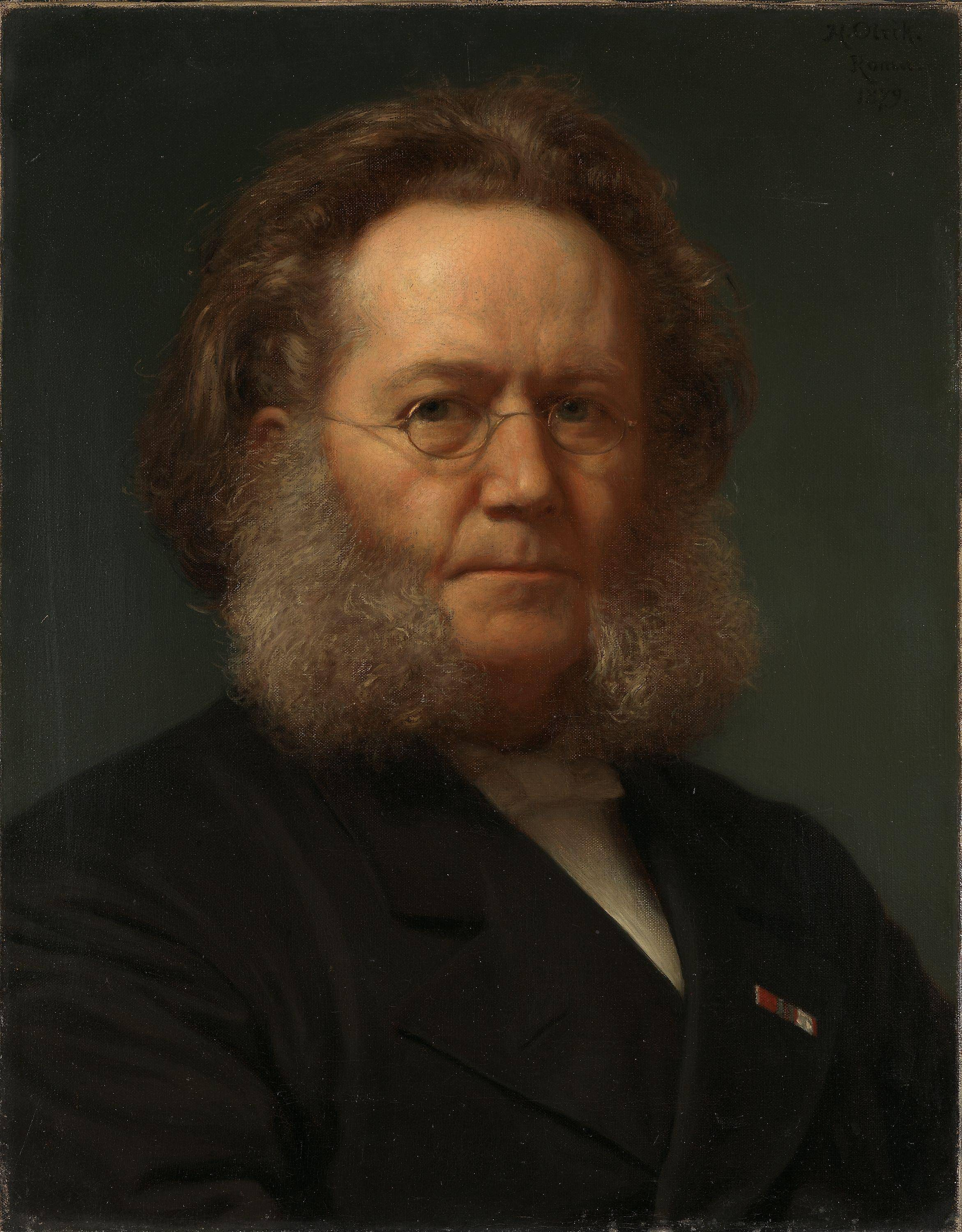
Henrik Ibsen, dramaturg norvegian
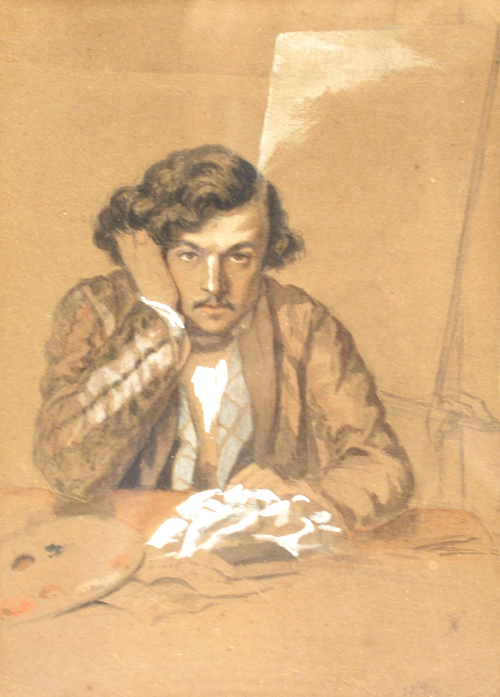
Theodor Aman, pictor român
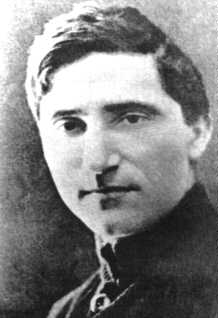
George Topîrceanu, poet, prozator român

- 1901: Arhiducele Anton, Prinț de Toscana, soțul Prințesei Ileana a României (d. 1987)
- 1922: Carl Reiner, actor american (d. 2020)
- 1923: Iván Aba, scriitor, jurnalist și redactor maghiar (d.1982)
- 1934: David Malouf, scriitor australian
- 1949: Anca Petrescu, politician român (d. 2013)
- 1950: William Hurt, actor american (d. 2022)
- 1952: Cornelia Ardelean-Archiudean, interpretă română
- 1958: Holly Hunter, actrița americană
- 1959: Felicia Filip, soprană română
- 1967: Bajram Begaj, politician și ofițer militar albanez, Președinte al Albaniei
- 1976: Chester Bennington, muzician, cantautor și actor american (Linkin Park), (d. 2017)

## Decese
- 1393: Ioan Nepomuk, preot martir (n. ca. 1345)
- 1413: Regele Henric al IV-lea al Angliei (n. 1367)
- 1568: Ducele Albert al Prusiei (n. 1490)
- 1619: Matia I, Împărat al Sfântului Imperiu Roman (n. 1557)
- 1687: Magdalene Sybille de Brandenburg-Bayreuth, Electoare de Saxonia (n. 1612)
- 1727: Isaac Newton, fizician, matematician, astronom, alchimist și teolog englez (n. 1643)
- 1751: Frederick, Prinț de Wales, fiul cel mare al regelui George al II-lea al Marii Britanii (n. 1707)
- 1771: Louis-Michel van Loo, pictor francez (n. 1707)

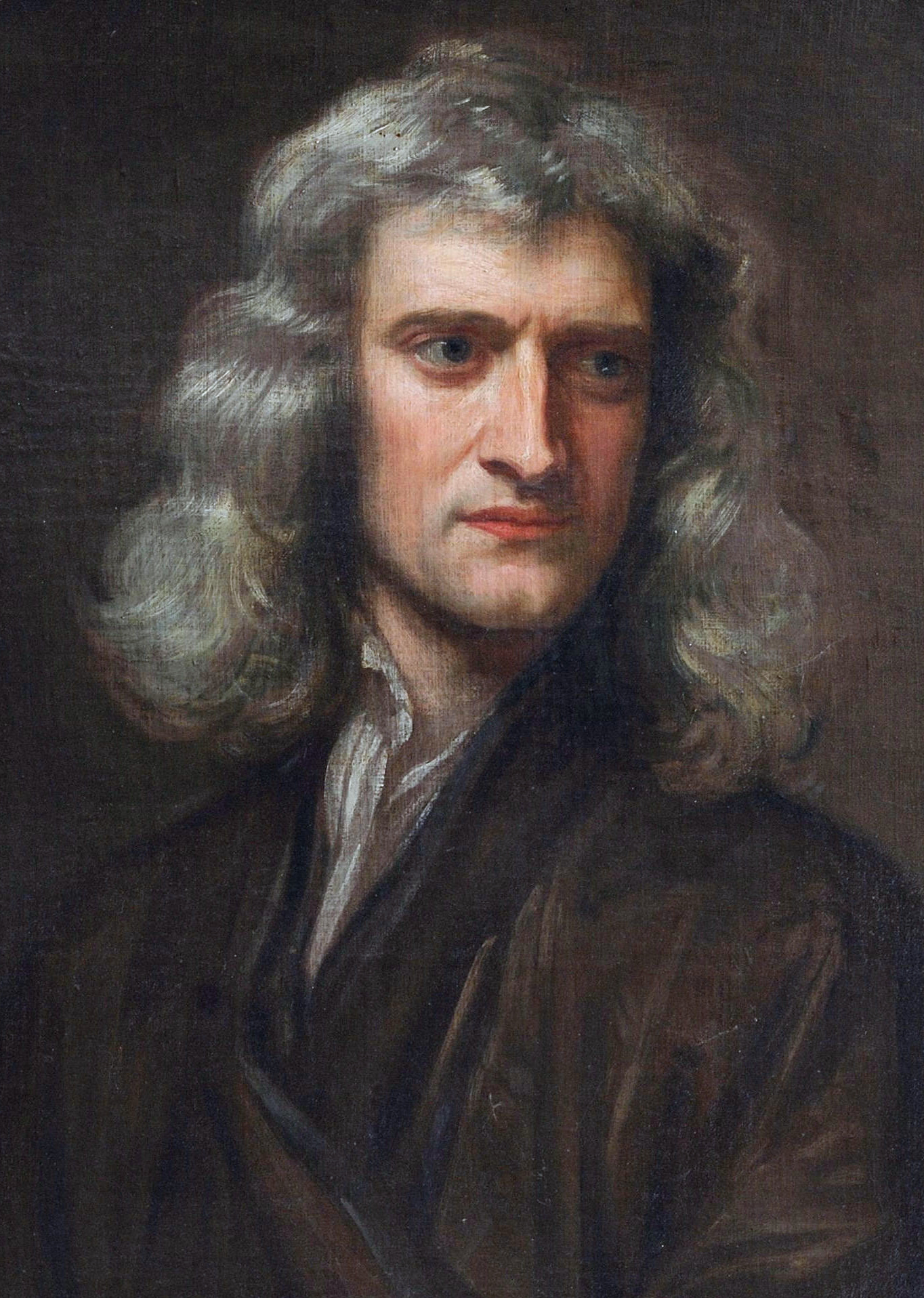
Isaac Newton, fizician, matematician englez
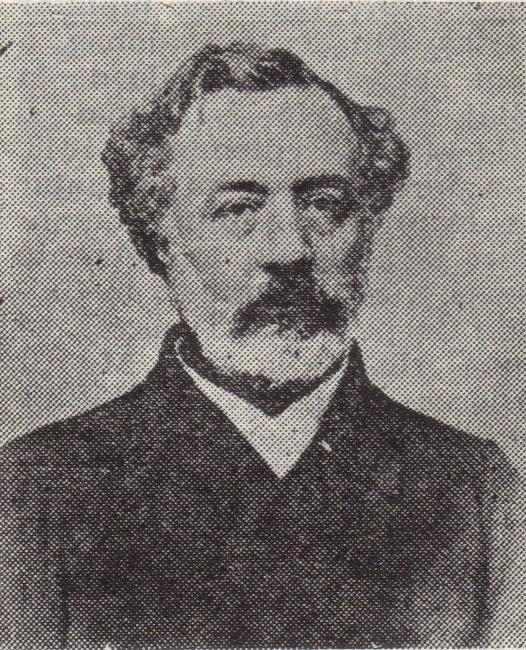
Alexandru Hurmuzachi, publicist și om politic român
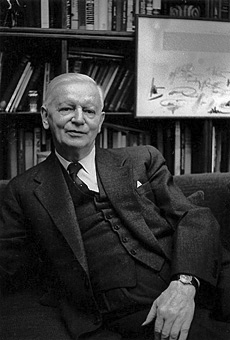
Carl Theodor Dreyer, regizor danez

- 1816: Regina Maria I a Portugaliei (n. 1734)
- 1844: Pierre Claude Pajol, general francez (n. 1772)
- 1871: Alexandru Hurmuzachi, publicist și om politic român (n. 1823)
- 1878: Julius Robert von Mayer, naturalist și medic german (n. 1814)
- 1894: Lajos Kossuth, conducătorul revoluției de la 1848 din Ungaria
- 1906: Vasile Pogor, poet, traducător și publicist român (n. 1834)
- 1924: Fernand Cormon, pictor francez (n. 1845)
- 1926: Regina Lovisa a Suediei, soția regelui Frederick al VIII-lea al Danemarcei (n. 1851)
- 1934: Regina Emma a Țărilor de Jos, soția regelui Willem al III-lea al Țărilor de Jos (n. 1858)
- 1968: Carl Theodor Dreyer, regizor danez (n. 1889)
- 1975: Infantele Jaime, Duce de Segovia (n. 1908)
- 1990: Lev Iașin, fotbalist rus (n. 1929)
- 1992: Valeriu Novacu, fizician român, membru al Academiei Române (n. 1909)
- 1993: Polykarp Kusch, fizician american de origine germană (n. 1911)
- 2001: Ilie Verdeț, lider comunist român, prim-ministru al României (n. 1925)
- 2004: Regina Juliana a Țărilor de Jos (n. 1909)
- 2013: Petru Pavlovici Rozumnîi, disident sovietic și activist pentru drepturile omului ucrainean (n. 1926)
- 2015: Andrei Brezianu, prozator, eseist, traducator român (n. 1934)
- 2018: Paul Colin, scriitor francez, câștigător al Premiului Goncourt în 1950 (n. 1920)
- 2019: Anatoli Adoskin, actor de film și teatru rus și sovietic (n. 1927)
- 2020: Kenny Rogers, cântăreț american de muzică country (n. 1938)
- 2022: John Purvis, om politic scoțian (n. 1938)
- 2022: Reine Wisell, pilot suedez de Formula 1 (n. 1941)
- 2023: Virginia Zeani, soprană română (n. 1925)

## Sărbători
- Ziua Internațională a Francofoniei
- Ziua Internațională a Fericirii